# Паризії (Йоркшир)
Паризії (Parisii) — кельтське плем'я, що розташовувалося на півночі Британії (сучасний Йоркшир). Були сусідами племен коританів (на півдні) та бригантів (на півночі).

## Географія
Основною річкою племені була Абус (Гамбер) з півдня, із півночі обіймала піострів Осела (Спурн) з півночі. Зі сходу охоплювала узбережжя Північного моря у сучасній затоці Брідлінгтон. Основу займали болотисті місцини. Сприятливий клімат для випасу худоби. Також малися значні запаси глини, що сприяло розвитку гончарства.

## Історія
Столицею племені було поселення Петуарія (сучасне м. Бро-на-Гамбері). Інші поселення були перетворені на римські форти — Дервентій (сучасний Малтон, Північний Йоркшир), Делговіція (Міллінгтон, Гамберсайд), Рудстон (Гамберсайд).
Про це плем'я відомо замало як в доримський період (визначені ознаки Арраської культури), так й за час вторгнення до Британії римських військ. Імовірно паризії були союзниками бригантів й діяли разом з ними. Напевне одним з перших на півночі Британії перейшли на бік римлян, зберігши на тривалий час свою автономію.